# Clostridioides difficile
Clostridioides difficile (dawn. Clostridium difficile) – gatunek Gram-dodatnich beztlenowych przetrwalnikujących laseczek wykazujących zdolność ruchu. Są jedną z najczęstszych przyczyn rzekomobłoniastego zapalenia jelit, poważnego schorzenia spowodowanego nadmiernym namnożeniem tych bakterii w świetle jelita grubego. Drobnoustrój izolowany jest od około 95% pacjentów cierpiących na tę chorobę. Niekontrolowana proliferacja jest skutkiem eradykacji normalnej flory fizjologicznej w następstwie antybiotykoterapii lekami o szerokim spektrum działania.

## Występowanie
Clostridioides difficile występuje powszechnie w środowisku, a także stanowi składnik flory fizjologicznej przewodu pokarmowego niektórych gatunków zwierząt – nie dotyczy to jednak człowieka. Wyjątek stanowią niemowlęta i małe dzieci, skolonizowane w około 70% przypadkach, jednak u nich obecność bakterii jest zazwyczaj bezobjawowa. Prawdopodobnie związane jest to z niewykształceniem odpowiednich receptorów w nabłonku jelitowym. Częstość występowania drobnoustroju u dorosłych wynosi około 3% i niektóre źródła zaliczają go do flory fizjologicznej.
Kolonizacja bakterią wzrasta w przypadku hospitalizacji i wynosi, według różnych źródeł, od 15% do 35%. Drugim czynnikiem predysponującym jest przyjmowanie antybiotyków o szerokim spektrum działania lub cytostatyków zaburzających odnowę nabłonka.
W ciągu ostatniej dekady liczba zakażeń C. difficile wzrosła w Stanach Zjednoczonych wielokrotnie; szacuje się, że 94% zakażeń związanych jest z kontaktem z ochroną zdrowia, z czego trzy czwarte miało początek poza środowiskiem szpitalnym.

## Leczenie

### Antybiotyki
Laseczki są oporne na znaczną część stosowanych antybiotyków. Naturalna oporność na aminoglikozydy wynika z korzystania przez ten lek zależnego od tlenu transportu do komórki (C. difficile przebywa w warunkach beztlenowych). Spektrum działania wielu stosowanych powszechnie leków, jak cefalosporyny, nie obejmuje tej bakterii.
Pomimo aktywności wielu chemioterapeutyków in vitro, aktywność wobec drobnoustroju w organizmie zachowuje tylko kilka z nich. Lekiem pierwszego rzutu jest skuteczny wobec beztlenowców metronidazol, podawany doustnie. Normalnie wchłania się on w górnym odcinku przewodu pokarmowego, jednak w przypadku rzekomobłoniastego zapalenia jelit stężenie w kale wystarcza do zniszczenia bakterii. Możliwe jest podawanie leku drogą parenteralną (pozajelitowo), przy czym nie wiadomo czy zwiększa to sukces terapeutyczny. Szczepy oporne wyizolowano już we Francji.
W przypadku niepowodzenia, należy podać doustnie glikopeptydy (wankomycyna lub teikoplanina). Wyizolowano szczepy średnio wrażliwe na te antybiotyki, jednak nie jest to prawdopodobnie przyczyna braku skuteczności leczenia. Nawet szczepy C. difficile średnio wrażliwe mają około 200 razy mniejsze minimalne stężenie hamujące od stężenia glikopeptydu.
Aktywność zachowuje także ryfampicyna, ale ze względu na szybkie narastanie oporności odradzane jest używanie tego leku. W leczeniu można zastosować także bacytracynę oraz kwas fusydowy.
Nawrót choroby po pierwszym leczeniu występuje u około 20% chorych, po drugim leczeniu u około 40%.

### Transfer mikrobioty jelitowej (FMT)
Polega na wprowadzeniu do jelit pożytecznych mikroorganizmów występujących w zdrowych jelitach, które wypierają C. difficile. Pożyteczne mikroorganizmy są w kale od zdrowego dawcy. Mikroorganizmy wyodrębnione z kału dawcy w toku procedury laboratoryjnej można przeszczepić do jelit biorcy w następujący sposób:
- przy użyciu kolonoskopu
- przy użyciu gastroskopu (sondy dwunastniczej)
- poprzez głęboki wlew doodbytniczy

Z porównań statystycznych wynika, że podanie przy użyciu kolonoskopu i głęboki wlew doodbytniczy mają porównywalną skuteczność, nieco niższą ma natomiast podanie przez sondę dwunastniczą. W świetle aktualnej wiedzy medycznej, przeszczep mikroflory jelitowej od żywego, zdrowego dawcy jest najbardziej skuteczną i najbezpieczniejszą z opcji terapeutycznych w przypadku nawracających lub opornych na leczenie antybiotykami zakażeń Clostridioides difficile. Przeszczep fekalny uznaje się za udany, jeśli objawy nie powtórzą się w ciągu ośmiu tygodni. W opornych przypadkach niezbędny jest powtórny przeszczep.